# 사쿠라촌 (이바라키현)
사쿠라촌(桜村)은 이바라키현 니하리군에 있던 촌이다. 1987년 11월 30일, 쓰쿠바군 오호정·도요사토정·야타베정과 합병해 쓰쿠바시가 되었다.

## 역사
- 1955년 7월 20일 - 사카에촌 고코노에촌 구리하라촌과 합병해 사쿠라촌이 성립하였다.
- 1970년 - 쓰치우라시와의 사이에서 경계 변경을 실시한다.
- 1973년 2월 10일 도쿄 교육 대학(현:쓰쿠바 대학)이 사쿠라촌에 이전을 표명하였다.
- 1977년 야타베정과의 사이에서 경계 변경을 실시한다.
- 1978년 야타베정과의 사이에서 경계 변경을 실시한다.
- 1987년 11월 30일 - 쓰쿠바군 오호정·도요사토정·야타베정과 합병해 쓰쿠바시가 되어 소멸하였다.

## 교통

### 도로
- 국도 제408호선